# Paul Robinson (arrampicatore)
Paul Robinson (Moorestown-Lenola, 28 agosto 1987) è un arrampicatore statunitense.
Pratica l'arrampicata in falesia e il bouldering.

## Biografia
Ha cominciato ad arrampicare nel 1998 a undici anni in una palestra vicino a casa chiamata Vertical Reality. Da allora si è dedicato soprattutto al bouldering.
Nel 2004 ha salito il primo V12 Mandala a Bishop. Nel 2006 ha terminato le scuole superiori a Moorestown-Lenola e ha iniziato a frequentare l'University of Colorado a Boulder. Questo gli ha permesso di essere più vicino agli importati siti d'arrampicata degli Stati Uniti. Nel 2010 ha raggiunto un altissimo livello di forma risolvendo ben quattro 8C/V15 e un 8C+/V16.
Partecipa alla competizioni internazionali dal 2008 ma gareggia in poche tappe, solitamente solo a quella negli Stati Uniti a Vail nella quale si è piazzato una volta terzo, una volta quarto e una volta nono.

## Palmarès

### Coppa del mondo
|         | 2008 | 2009 | 2010 | 2011 | 2012 | 2013 |
| ------- | ---- | ---- | ---- | ---- | ---- | ---- |
| Boulder | 27   | 23   | 33   |      |      | 27   |

## Falesia
- 9a/5.14d:
  - Psychedelic - Gorilla Cliffs (USA) - 24 marzo 2009 - Seconda salita della via di Dave Graham del 2001

## Boulder
- 8C/V15:
  - Paint it Black - Rocky Mountain National Park (USA) - 18 aprile 2012 - Seconda salita del boulder di Daniel Woods del 2012[1]
  - Meadowlark Lemon - Gateway Canyon (USA) - 12 gennaio 2012 - Prima salita[2]
  - A Simple Knowing - Rocklands (ZA) - 27 luglio 2011 - Prima salita[3]
  - Angama - Fontainebleau (FRA) - 23 marzo 2011 - Seconda salita del boulder di Dai Koyamada del 2006[4]
  - The Story Of Two Worlds - Cresciano (SUI) - 8 marzo 2011 - Seconda salita del boulder di Dave Graham del 2005[5]
  - Trip hop - Fontainebleau (FRA) - 7 febbraio 2011 - Terza salita del boulder di Sébastien Frigault del 2003[6]
  - From Dirt Grows the Flowers - Chironico (SUI) - 12 dicembre 2010 - Boulder di Dave Graham del 2005[7]
  - Big Paw - Chironico (SUI) - 29 novembre 2010 - Quarta salita del boulder di Dave Graham del 2008[8]
  - Ill Trill - Magic Wood (SUI) - 12 ottobre 2010 - Prima salita[9]
  - Monkey Wedding - Rocklands (ZA) - 24 agosto 2010 - Seconda salita del boulder di Fred Nicole del 2002[10]
  - Lucid Dreaming - Bishop / Buttermilks (USA) - 30 marzo 2010 - Prima salita[11]
  - Terremer - Hueco Tanks (USA) - 1º gennaio 2008 - Seconda salita del boulder di Fred Nicole del 2006[12]
  - Jade - Rocky Mountain National Park (USA) - 23 agosto 2007 - Terza salita del boulder di Daniel Woods del 2007[13]